# Bottini di Siena
I bottini di Siena sono le gallerie sotterranee costruite nel XIII-XV secolo per l'approvvigionamento idrico.

## Descrizione
Le gallerie si estendono per circa 25 km e sono per la maggior parte scavati nella roccia. Le pareti sono coperte da incrostazioni di calcio, stalattiti e stalagmiti.

## Storia
Le prime opere di scavo risalgono al 394. Durante il Medioevo si intrapresero i lavori per intercettare le falde acquifere e canalizzare in cunicoli sotterranei le acque provenienti da sorgenti distanti. Nel 1267-1268 si pensò di deviare il corso del fiume Merse verso Siena, ma non se ne fece nulla. L'estensione attuale della rete sotterranea risale al 1466. Sono ancora in funzione e alimentano le fontane, mentre per gli edifici l'acqua viene portata da un acquedotto moderno.
La loro importanza strategica è attestata da due tentativi di entrare in città attraverso di loro. Nel 1554 l'esercito dell'imperatore Carlo V tentò di prendere Siena passando per i bottini e per poco non ci riuscì (Assedio di Siena). Nel giugno del 1944 i partigiani progettarono di liberare la città occupata dai tedeschi sempre per questa via, ma rinunciarono.

## Devozione
In molti punti si trovano delle statuette in terracotta della Madonna murate nelle pareti e numerose sono le croci incise, anche con la punta dei picconi, a protezione dai pericoli dell'oscurità.

## Leggende

### Omiccioli e fuggisoli
Gli operai addetti alla loro costruzione (i "guerchi") spesso fuggivano spaventati dall'apparizione di creature sotterranee: gli omiccioli e i fuggisoli. Gli omiccioli, simili a folletti, si limitavano a ballare e a mettere allegria. I fuggisoli apparivano come lampi di luce improvvisi. Poiché parte del compenso dei guerchi era in vino, è probabile che le visioni che avevano fossero dovute al timore per i luoghi bui sommato agli effetti dell'alcool.

### Il fiume Diana
che spera in Talamone, e perderagli

più di speranza ch'a trovar la Diana;

ma più vi perderanno li ammiragli»
(Dante, Divina Commedia, Purgatorio, XIII, 151-154)
Secondo una tradizione medievale nel sottosuolo di Siena scorrerebbe un fiume: la Diana. Il mormorio delle sue acque sotterranee sarebbe udibile nel silenzio più totale in due punti della città: nella zona di Porta Ovile, a nord-est, e nella zona di Pian dei Mantellini, a sud-ovest. Non a caso attigua a quest'ultima zona c'è una via chiamata Via della Diana, in riferimento al leggendario fiume sotterraneo. Si pensò quindi che un fiume attraversasse il centro cittadino in direzione nord-est/sud-ovest e che lo sfruttamento delle sue acque avrebbe risolto il problema dell'approvvigionamento idrico di Siena. 
Nel 1176 un pozzo scavato dai frati del Convento del Carmine (zona Pian dei Mantellini) trovò una vena d'acqua abbondante. La scoperta sembrò essere la prova dell'esistenza del fiume Diana e diede inizio ad altri interventi simili. 
Nel 1295 il Consiglio Generale della Repubblica di Siena finanziò ulteriori scavi anche in altre zone lontane della città. Nel XIII-XIV secolo si spese molto denaro pubblico nella ricerca del fiume sotterraneo, ma per quanti sforzi si facessero il fiume non si trovava. 
I notevoli costi della ricerca erano ben noti alla rivale Firenze che la considerava un insensato dispendio di risorse. Dante la cita nella Divina Commedia: la senese Sapia chiede a Dante di ricordarla ai suoi parenti che troverà a Talamone intenti a scavare insensatamente un porto così come hanno fatto per trovare la Diana (Purgatorio, XIII, 151-154).